# SuS Niederschelden/Gosenbach
Der Spiel- und Sportverein Niederschelden/Gosenbach e. V. ist ein Sportverein aus dem südwestfälischen Kreis Siegen-Wittgenstein. Die erste Fußballmannschaft spielte zwischen 1947 und 1960 in der seinerzeit höchsten Amateurklasse Westfalens.

## Entwicklung
Im Jahr 1908 wurde in Niederschelden (heute ein Stadtteil von Siegen) im Gasthof „Zum Stahlwerk“ der Fußballverein „Sport“ gegründet. Seine Farben waren „Schwarz-Gelb“. Dieser Club „Sport“, der im gleichen Jahr gegründete FC Borussia sowie die „Einigkeit“ aus dem benachbarten Gosenbach schlossen sich 1911 zur „Spielvereinigung Niederschelden“ zusammen. Am 24. Juli 1925 folgte ein weiterer Zusammenschluss mit dem „FC Gosenbach“ und der heute noch bestehende „Spiel und Sport“ (SuS) entstand.
Die ersten Jahre trug der Verein seine Heimspiele auf einem Areal innerhalb einer alten Ziegelei aus. 1925 kaufte die Gemeinde Niederschelden das Gelände und das Maschinenhaus der ehemaligen Grube Henriette im Gebiet Rosengarten. Damit bot sie dem SuS bis zur Gegenwart eine neue Heimat. „Auf einer Fläche von 120/115 m Länge und 60/82,5 m Breite, also trapezförmig angelegt, bei einem Gefälle von 1,00 m = 1 cm in Längsrichtung, entsteht auf einem Schiefer-, Quarz- und Grauwackengestein aus einer Mischung von 2/3 scharfkörnigem Grubensand und 1/3 lehmigen Erdmassen“ der Sportplatz Rosengarten, der am 4. September 1926 eingeweiht und in dieser Form bis zur Jahrtausendwende genutzt wurde.
1931 wurde die erste Mannschaft des „Spiel und Sport“ Meister von Südwestfalen und errang damit den bis dahin größten Erfolg. Während des Zweiten Weltkrieges kam spätestens ab 1944 der Fußballbetrieb völlig zum Erliegen.  

## Die Zeit nach dem Zweiten Weltkrieg
Am 18. August 1945, nur 102 Tage nach der Kapitulation des Deutschen Reiches, trafen sich 63 Sportkameraden zur ersten außerordentlichen Jahreshauptversammlung nach dem Krieg. Sie traten auch fußballerisch an und wurden im Spieljahr 1945/46 Südmeister.
Spielerkaderverstärkungen mit ehemaligen Erst- und Zweitligaspielern kamen ab 1949 gleich im guten halben Dutzend vom Eckernförder SV, darunter der ehemalige Ostpreußenmeister des VfB Königsberg und DM-Endrundenteilnehmer Eduard "Ede" Krause und Torhüter Gerhard Thiele, der als SuS-Spieler auch zum Auswahlspieler Westfalens avancierte.
1950/51 wurde erstmals eine Amateur-Westfalenliga gebildet. Ihr gehörte der SuS an und erreichte im ersten Jahr einen achten Tabellenplatz. Fritz Zimmermann und Gerhard Janz († 18. November 1999 im Alter von 75 Jahren) steuerten mit je 22 Toren den Löwenanteil der insgesamt 71 erzielten Treffer bei. In den beiden Schlagerspielen der Liga, die im Siegerland zwischen dem SuS und den Sportfreunden Siegen ausgetragen wurden, wurden insgesamt 12.000 Zuschauer gezählt.
Am 15. April 1951 traten Spieler aus den beiden konkurrierenden Vereinen erstmals gemeinsam in einem Freundschaftsspiel gegen den amtierenden Deutschen Meister 1. FC Kaiserslautern an. Diese Mannschaft wurde im Kern aus den späteren Helden von Bern gebildet, und man war mit der 0:4-Niederlage zufrieden. Zur Saison 1952/53 wurde die Westfalenliga vom Westdeutschen Fußballverband aufgelöst und Landesligen neu gebildet. Der SuS erreichte die Ausscheidungsrunde zur Ermittlung des Westfalenmeisters und scheiterte erst in dieser Schlussqualifikation an Preußen Münster mit dem berühmten 100.000-Mark-Sturm.
Am 18. Januar 1953 bildeten 9.000 Zuschauer bei einem Heimspiel gegen die Sportfreunde Siegen einen neuen Zuschauerrekord. In den heimischen Zeitungen wurde erstmals das Gespenst eines Verkehrschaos beschrieben. Am 12. November 1955 wurde der Stürmer Fritz Zimmermann gemeinsam mit Herbert Schäfer in das Aufgebot zum Amateur-Länderspiel gegen England berufen. Im Stadion von Tottenham Hotspur in London siegte die deutsche Auswahl mit 3:2, das deutsche Siegtor in der 77. Minute erzielte Zimmermann. Nach neun Jahren musste sich der SuS nach der Saison 1956/57 aus der höchsten westfälischen Amateurliga wieder verabschieden und spielte fortan in der Landesliga Südwestfalen. Im Lauf der nächsten Jahrzehnte folgten verschiedene Auf- und Abstiege, zuletzt gelang 2006/07 der Wiederaufstieg in die Landesliga. 
Im Jahr 2005 wurde der Rosengarten-Sportplatz nach umfangreichen Umbauarbeiten mit einem Kunstrasenbelag ausgestattet. Die Saison 2008/09 ging als ein Jahr für die Ewigkeit in die Vereins-Annalen ein. Der SuS erreichte insgesamt sechs Titel auf dem Feld plus die Hallenkreismeisterschaft für die D-Jugend. Neben den Erfolgen der 2. und 3. Senioren-Mannschaft, die als Meister in die Bezirksliga bzw. die A-Kreisliga aufstiegen, gelang auch der Jugendabteilung einige Titelerfolge. Die A-Jugend wiederholte ihren Vorjahrestriumph in der Kreisliga, den sie diesmal aber sogar nach erfolgreichen Aufstiegsspielen mit dem Sprung in die Bezirksliga krönte. Dies blieb zwar der B-Jugend des Spiel und Sport versagt, die aber ebenfalls Kreismeister wurde. Staffelsieger in den allgemeinen Klassen (Kreisklassen) wurden die D-1 und die E-1 des SuS Niederschelden, die E-3 scheiterte erst in einem Entscheidungsspiel in Netphen am punktgleichen SV 1911 Setzen 3. Hinzu kam die Hallenkreismeisterschaft der D-Jugend, die ungeschlagen bei einer Tordifferenz von 54 errungen wurde.

## Persönlichkeiten
- Heinz Bonn, Fußballprofi beim Hamburger SV, begann als Jugendlicher seine Karriere beim SuS
- Eduard Krause, Ostpreußenmeister und DM-Endrundenspieler des VfB Königsberg
- Sven Michel, aktueller Spieler des SC Paderborn 07, ehemaliger Spieler von Union Berlin und dem FC Augsburg, spielte in der Jugend sowie in der ersten Herrenmannschaft
- Elmar Müller, Trainerdebüt 1976 beim SuS
- Werner Schumacher
- Gerhard Thiele, Auswahlspieler Westfalens
- Fritz Zimmermann, Auswahlspieler Westfalens und Amateurnationalspieler
- Uwe Zimmermann, Rekordspieler des SV Waldhof Mannheim, trainierte die erste Herrenmannschaft in der Landesliga (2013)

## Sonstige Abteilungen
Die am 1. März 1946 gegründete Tischtennisabteilung gehörte mit zu den sieben Gründungsvereinen des Tischtenniskreises Siegen und besteht bis heute.